# レケナウルティア
レケナウルティア（レシュノルティア、学名：Lechenaultia）はクサトベラ科の属の1つ。一部の種が初恋草（ハツコイソウ）の商品名で流通している。

## 概要
名前は、フランスの植物学者、ジャン＝バティスト・レシェノー・ド・ラ・トゥール（Jean-Baptiste Leschenault de La Tour）にちなむ。本来ならばレシェノーに献名するならば"Leschenaultia"となるべきであるが、元記載の際に命名者のロバート・ブラウンが3文字目の"s"を抜かした形で発表してしまったため、このような形になった。

## 主な種
- Lechenaultia formosa レケナウルティア・フォルモサ - 西オーストラリア産で初恋草の商品名を持つ[2]。
- Lechenaultia biloba レケナウルティア・ビロバ[3]